# План Рапацкого
План Рапацкого - это проект по созданию безатомной зоны в центральной Европе в целях снижения международной напряженности в мире, предложенный министром иностранных дел Польской Народной Республики А. Рапацким (Рапацкий, Адам) с целью с снижения международной напряженности в мире. План был предложен на 12-й сессии Генеральной Ассамблеи Организации Объединённых Наций 2 октября 1957 года.
По плану А. Рапацкого, государства Центральной Европы (Польша, Чехословацкая Социалистическая Республика, Германская Демократическая Республика, ФРГ) должны были принять следующие обязательства: не производить, не ввозить, не накапливать атомное оружие и не разрешать другим государствам размещать его на своей территории. В то же время ряд стран — Соединённые Штаты Америки, Союз Советских Социалистических Республик, Франция, Великобритания — должны были дать обязательства об отсутствии атомного оружия на территории «Безатомной зоны», не передавать атомного оружия правительствам входящих в эту зону государств и не использовать его против стран, подписавших соглашения.
Чехословакия, ГДР, СССР и другие социалистические государства поддержали польскую инициативу. Правительства США, ФРГ и других стран НАТО отвергли польский меморандум. Главной причиной такого отказа стал страх перед усилением прокоммунистических настроений в странах НАТО, и перед военными силами СССР, находящимися в восточной Европе.
Год спустя, в ноябре 1958 года, польским правительством предпринята вторая попытка реализации указанного плана, в котором были сделаны уступки по некоторым пунктам перед западными правительствами. На очередной Ассамблее ООН проект был вновь заморожен.
В марте 1962 года предпринята третья и последняя попытка реализации плана, предложенного польским правительством. План предлагалось реализовывать в два этапа:
1-й этап: контролируемое международными организациями (Международное агентство по атомной энергии, министерства иностранных дел) замораживание ядерного оружия на территории Центральной Европы.
2-й этап: полное уничтожение атомного оружия в Европе.
При этом указанное предложение также не получило поддержки со стороны правительства ФРГ и других участников НАТО.